# William Clive
William Clive (1745-1825) est un homme politique britannique qui a siégé à la Chambre des communes pendant plus de 40 ans entre 1768 et 1820.

## Biographie

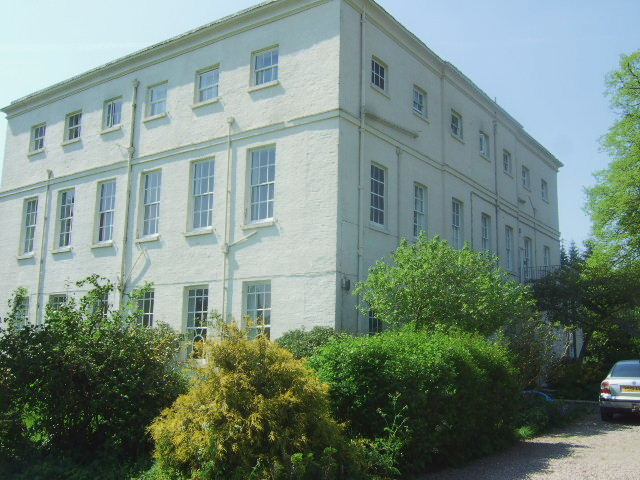
Styche Hall, Shropshire - maison de famille Clive

Il est le sixième fils de Richard Clive de Styche Hall et de son épouse Rebecca Gaskell, fille de Nathaniel Gaskell de Manchester. Il est né le 29 août 1745. Il fait ses études au Collège d'Eton de 1760 à 1761. Il rejoint l'armée et est cornette dans le 1er dragons en 1764 . 
À l'automne de 1767, Clive représente Leominster aux Élections générales britanniques de 1768, mais probablement parce que son frère, Robert Clive a obtenu le contrôle complet de la circonscription de Bishops Castle, il y est élu sans opposition en tant que député. Il démissionne ensuite de son siège deux ans plus tard, en janvier 1770, lorsque Lord Clive en a besoin pour Alexander Wedderburn. Il devient lieutenant en 1771 et prend sa retraite de l'armée en 1776 . 
Il est réélu député de Bishops Castle sous le patronage de son neveu Edward Clive (1er comte de Powis) lors d'une élection partielle le 31 mars 1779. Il est de nouveau réélu sans opposition en 1780, 1784 et 1790. Il épouse sa cousine germaine Elizabeth Clive Rolton, fille de John Rolton, de Duffield, dans le Derbyshire le 25 août 1790 ,. Il est réélu lors des élections générales de 1796. En 1798, il est nommé Lord Lieutenant du Shropshire. Il occupe ce poste jusqu'en 1804. À l'élection de 1802, un candidat se présente lui à Bishops Castle. Bien que son siège ne soit pas menacé, il a activement contrecarré l'opposition aux intérêts de la famille pendant que son neveu est parti en Inde. En juillet 1803, il soutient les volontaires du Shropshire. Il est réélu sans opposition en 1806, 1807, 1812 et 1818. Il prend sa retraite aux élections générales de 1820. Son activité parlementaire semble avoir été très réduite . 
Il est décédé le 23 juin 1825. Lui et sa femme Elizabeth ont sept fils et une fille . Ses six premiers fils sont : 
- Richard Clive - qui sert en Inde [4]
- William Clive (1795-1825) - archidiacre de Montgomery [5]
- Robert Herbert Clive (1796-1867) fonctionnaire dans le Bengale
- Edward Clive (1799-1877) armée britannique
- Henry Bailey Clive (1800-1870) membre du clergé
- George Arthur Clive (mort en 1881) membre du clergé